# Baronia de Montclar

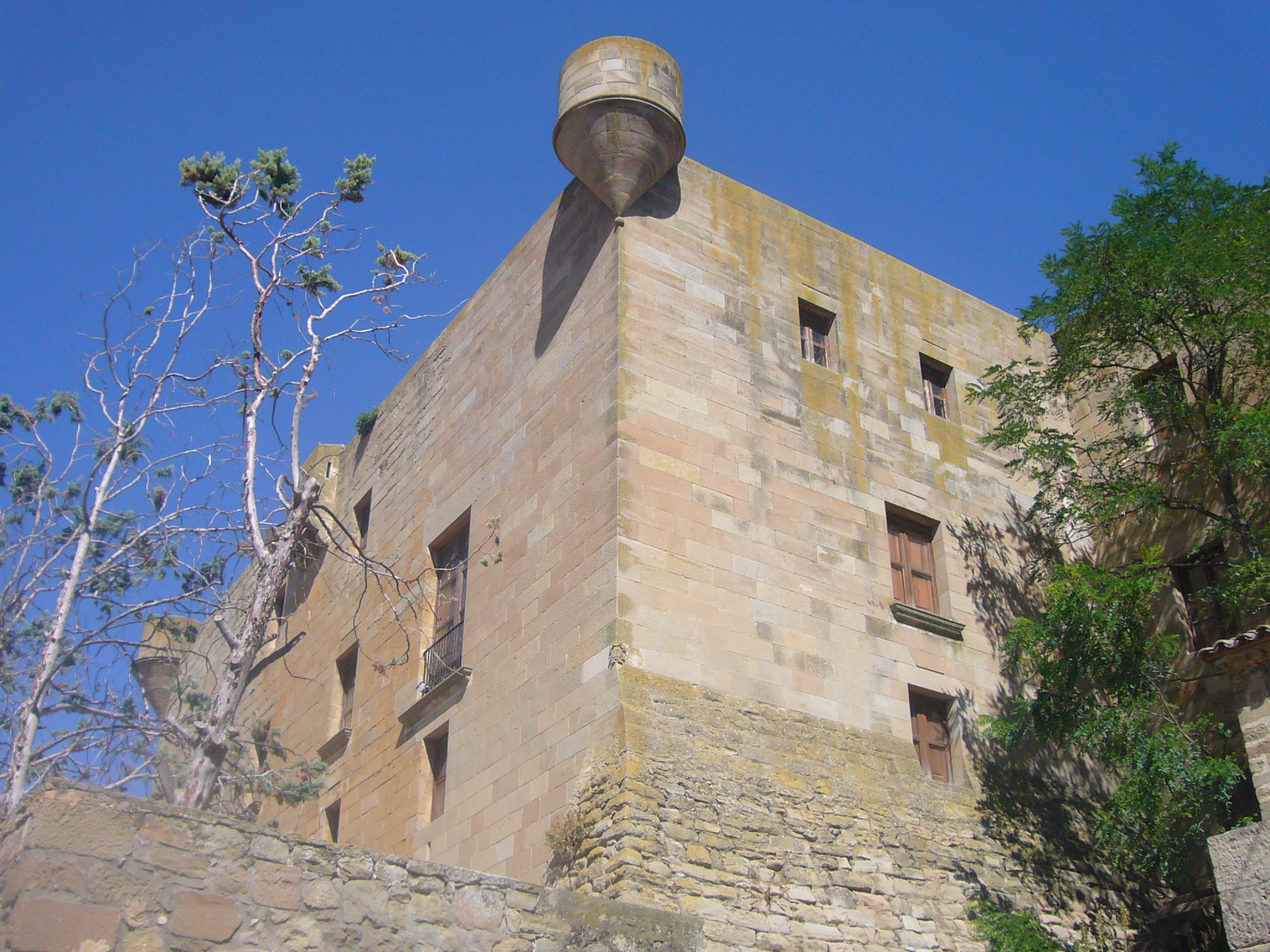
Angle sud-est del Castell de Montclar

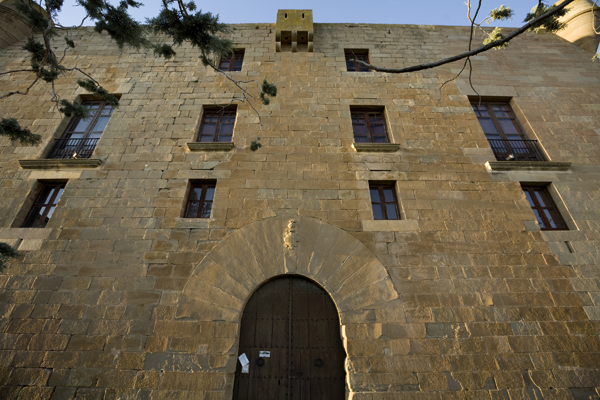
Cara sud del Castell de Montclar

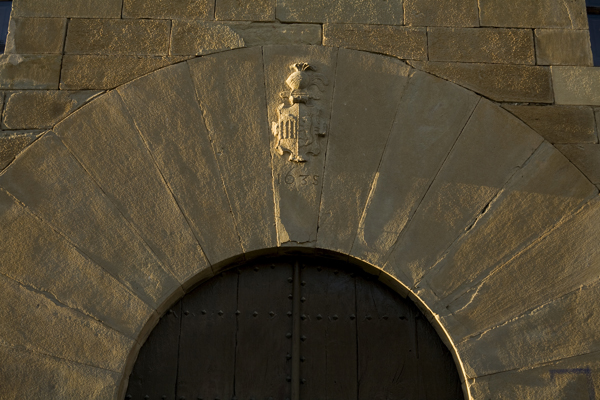
Escut de la familia Pons en el llindar de la porta del Castell de Montclar

La Baronia de Montclar és un títol nobiliari de la Corona d'Aragó que va estar lligat al Castell de Montclar, restaurat el 1919 pel rei Alfons XIII com a rehabilitació de l'antic títol de la feudalitat catalana, en el partit de Balaguer (Noguera), a favor de Josep Maria de Despujol i Ricart, VII marquès de Palmerola.

## Barons de Montclar
| Titular                         | Titular                                       | Dinastía                        | Període                         | Relació dinàstica               | Ref                             |                                 |
| Conquesta per Arnau Mir de Tost | Conquesta per Arnau Mir de Tost               | Conquesta per Arnau Mir de Tost | Conquesta per Arnau Mir de Tost | Conquesta per Arnau Mir de Tost | Conquesta per Arnau Mir de Tost | Conquesta per Arnau Mir de Tost |
| ------------------------------- | --------------------------------------------- | ------------------------------- | ------------------------------- | ------------------------------- | ------------------------------- | ------------------------------- |
| I                               | Arnau Mir de Tost                             | Tost                            | - 1072                          |                                 |                                 |                                 |
| II                              | Letgarda de Tost                              | Tost                            | 1072 - 1094                     | Filla de l'anterior             |                                 |                                 |
| III                             | Guerau II de Cabrera                          | Cabrera                         | 1094 - 1132                     | Fill de l'anterior              |                                 |                                 |
| VI                              | Guerau-Ferrer de Cabrera                      | Cabrera                         | 1131 - 1170                     | 2n fill de l'anterior           |                                 |                                 |
| V                               | Marquesa de Cabrera                           | Cabrera                         | 1170 - 1184                     | Filla de l'anterior             |                                 |                                 |
| VI                              | Arnau de Ribelles                             | Ribelles                        | 1184 - 1192                     | Fill de l'anterior              |                                 |                                 |
| VII                             | Bernat Ramon de Ribelles                      | Ribelles                        | 1192 - 1259                     | Fill de l'anterior              |                                 |                                 |
| VIII                            | Ramon de Ribelles                             | Ribelles                        | 1259 - 1301                     | Fill de l'anterior              |                                 |                                 |
| IX                              | Ramon de Pons de Ribelles                     | Ribelles                        |                                 | Fill de l'anterior              |                                 |                                 |
| X                               | Gispert I de Pons de Ribelles                 | Pons                            |                                 | Cosí de l'anterior              |                                 |                                 |
| XI                              | Gispert II de Pons de Perves                  | Pons                            |                                 | Fill de l'anterior              |                                 |                                 |
| XII                             | Francesc de Pons                              | Pons                            |                                 | Fill de l'anterior              |                                 |                                 |
| XII                             | Guillem Ramon de Pons                         | Pons                            |                                 | Fill de l'anterior              |                                 |                                 |
| XIV                             | Miquel Joan de Pons                           | Pons                            |                                 | Fill de l'anterior              |                                 |                                 |
| XV                              | Guillem Raimon de Pons                        | Pons                            |                                 | Fill de l'anterior              |                                 |                                 |
| XVI                             | Josep de Pons i de Queral                     | Pons                            |                                 | Fill de l'anterior              |                                 |                                 |
| XVII                            | Josep de Pons i de Guimerá                    | Pons                            | - 1690                          | Fill de l'anterior              |                                 |                                 |
| XVIII                           | Antoni de Pons i de Guimerá                   | Pons                            | 1690 -                          |                                 |                                 |                                 |
| XIX                             | Jeronima de Pons i Meca                       | Pons                            |                                 | Filla de l'anterior             |                                 |                                 |
| XX                              | Francesc Despujol Pons                        | Despujol                        | - 1748                          | Fill de l'anterior              | [ 2 ]                           |                                 |
| XXI                             | Francesc Xavier Despujol i Alemany-Descatllar | Despujol                        | 1748 - 1809                     | Fill de l'anterior              | [ 2 ]                           |                                 |
| XXII                            | Francesc de Paula Despujol i Vilalba          | Despujol                        | 1809 - 1830                     | Fill de l'anterior              | [ 2 ]                           |                                 |
| XXIII                           | Ramon Despujol i Vilalba                      | Despujol                        | 1830 - 1848                     | Germà de l'anterior             | [ 2 ]                           |                                 |
| XXIV                            | Josep Maria Despujol i Ferrer de Sant Jordi   | Despujol                        | 1848 - 1868                     | Fill de l'anterior              | [ 2 ]                           |                                 |
| XXV                             | Ignasi Despujol i Dusay                       | Despujol                        | 1868 - 1881                     | Fill de l'anterior              | [ 2 ]                           |                                 |
| XXVI                            | Eulogi Despujol i Dusay                       | Despujol                        | 1881 - 1907                     | Germà de l'anterior             | [ 2 ]                           |                                 |
| XXVII                           | Ignasi Despujol i Rigalt                      | Despujol                        | 1907 -                          | Fill de l'anterior              | [ 2 ]                           |                                 |
| XXVIII                          | Josep Maria de Despujol i Ricart              | Despujol                        | 1919-                           | Net de l'anterior               | [ 3 ]                           |                                 |
| XXIX                            | Ignasi Despujol i Burgoyne                    | Despujol                        | 1979-actual titular             | Nevot tercer de l'anterior      | [ 4 ]                           |                                 |

## Història dels barons de Monclar
- José María de Despujol i Ricart, I baró de Montclar, VII marquès de Palmerola, VII comte de Fonollar, marquès de Callús.

1. Va casar amb María Josefa Díaz del Villar. El va succeir, per designació i posterior defunció el fill de Federico Despujol i Trenor que havia casat amb Matilde Burgoyne Dolz:

- Ignasi Despujol i Burgoyne (n. en 1989), II baró de Montclar, VIII marquès de Palmerola (en 1979), marquès de Callús (en 1982), VIII comte de Fonollar (en 1982).

1. Va casar amb María Dolores Montagut Antón.

-
- Francisco Javier Despujol i Alemany, baró de Monclar.